# Неофит Скопски (патриаршески митрополит)
 Тази статия е за гръцкия духовник.  За българския духовник вижте Неофит Скопски (екзархийски митрополит).  
Неофит (на гръцки: Νεόφυτος, Неофитос) е гръцки духовник, скопски митрополит на Цариградската патриаршия.

## Биография
Роден е в малоазийския град Кесария, Османската империя. Протосингел е на митрополит Ананий Скопски (1823 – 1828).
През юни 1828 година Неофит е избран и по-късно ръкоположен за скопски митрополит. Жителите на епархията му обаче отказват да му плащат и той изпраща две писма с оплаквания до Цариградската патриаршия – на 28 февруари и 4 март 1830 година. Натанаил Охридски описва в спомените си Неофит като лош архиерей, който събира владичината си произволно и има характер на чорбаджия – „най-върл зулумаджия“, който взима от „богатите и от най-сиромасите каквото и колкото си искал“. Предполага се, че в края на 1830 година митрополит Неофит умира.
Жителите на града поискват в 1831 година назначаване на български владика – протосингела иконом поп Димитър.